# Twilight (1998)
Twilight (br: Fugindo do Passado / pt: A Hora Mágica) é um filme policial norte-americano de 1998, dirigido por Robert Benton e distribuído pela Paramount Pictures. Estrelam Paul Newman, Susan Sarandon, Gene Hackman, Reese Witherspoon, Stockard Channing, Jason Clarke e James Garner. O roteiro foi escrito por Robert Benton e por Richard Russo. A música cinematográfica original foi composta por Elmer Bernstein. Scott Rudin e Arlene Donovan são responsáveis pela produção do filme.

## Sinopse
Um policial aposentado e detetive particular, que vive na casa de um rico ator, o qual está morrendo de câncer, e de sua esposa — que também é uma atriz, envolve-se num assassinato quando lhe é conferida uma tarefa: entregar dinheiro de extorsão. Ele acaba se dirigindo para um caso de vinte anos relacionado com o desaparecimento misterioso do ex-marido da esposa de seu chefe e resolve solucioná-lo.

## Elenco
| Ator/Atriz         | Papel                   |
| ------------------ | ----------------------- |
| Paul Newman        | Harry Ross              |
| Susan Sarandon     | Catherine Ames          |
| Gene Hackman       | Jack Ames               |
| Reese Witherspoon  | Mel Ames                |
| Stockard Channing  | Tenente Verna Hollander |
| James Garner       | Raymond Hope            |
| Giancarlo Esposito | Reuben Escobar          |
| Liev Schreiber     | Jeff Willis             |
| Margo Martindale   | Gloria Lamar            |
| John Spencer       | Capitão Phil Egan       |
| Jason Clarke       | Jovem policial          |
| M. Emmet Walsh     | Lester Ivan             |

recondicionados

## Lançamento
Twilight foi lançado nos cinemas em 6 de março de 1998, em 1.351 salas de cinemas nos Estados Unidos e faturou US $ 5.866.411 em seu primeiro fim de semana. Embora o filme apresentasse muitos atores notáveis da A-list, o orçamento de Twilight de US $ 20 milhões e a receita bruta de US $ 15.055.091 indica que foi uma box office bomb depois de oito anos nos cinemas.